# Robert Hanbury Brown
Robert Hanbury Brown (Aruvankadu, India, 31 de agosto de 1916 — Andover, Hampshire, Inglaterra, 16 de enero de 2002) fue un físico y radioastrónomo británico que realizó importantes contribuciones al desarrollo del radar y la radioastronomía. Es codescubridor del efecto Hanbury Brown y Twiss.
Brown estudió ingeniería eléctrica en la Universidad de Londres y obtuvo la Maestría en Ciencias en 1935. De 1936 a 1942 fue responsable del desarrollo de la tecnología del radar en el Ministerio del Aire. En 1942 se fue a Washington, D.C. para trabajar durante tres años en el grupo de investigación conjunta con otros colegas estadounidenses. Tras la Segunda Guerra Mundial, fue contratado por el Ministerio de Abastecimiento, donde fue responsable del diseño de equipos de telecomunicaciones.
Entre 1949 y 1964, Brown fue profesor de física en la Universidad de Mánchester. Allí desarrolló los equipos pioneros de radioastronomía, que se utilizaron en el Observatorio Jodrell Bank, a las afueras de Mánchester, entre ellos el interferómetro de intensidad. De 1964 a 1981 trabajó en la Universidad de Sídney. En 1974, junto con Bruce Balick, descubrió Sagitario A* en el National Radio Astronomy Observatory, que más tarde se consideró un agujero negro supermasivo situado en el centro de la Vía Láctea.
Robert Hanbury fue presidente de la Unión Astronómica Internacional de 1982 a 1985.

## Premios y distinciones
Fue nombrado Miembro de la Royal Society en 1960 y Miembro de la Orden de Australia en 1986.
- Medalla Lyle (1970)
- Premio Holweck (1959)
- Medalla Eddington (1968)
- Medalla Hughes (1971)
- Medalla Albert A. Michelson (1982)

## Publicaciones
- Hanbury Brown y Twiss, A test of a new type of stellar interferometer on Sirius Nature, Vol. 178, pp. 1046 1956
- Hanbury Brown et al., The angular diameters of 32 stars Mon. Not. R. Astron. Soc., Vol. 167, pp 121-136 1974
- Hanbury Brown, BOFFIN : A Personal Story of the Early Days of Radar, Radio Astronomy and Quantum Optics ISBN 0-7503-0130-9.

- Datos: Q1932238